# John Kocinski
John Kocinski, né le 20 mars 1968 à Little Rock (États-Unis, État de l'Arkansas), est un ancien pilote de vitesse moto américain.

## Palmarès
- Champion du monde 250 cm3 en 1990
- Champion du monde Superbike sur Honda en 1997